# 25thプレイリスト
『25thプレイリスト』（トゥエンティフィフス・プレイリスト）は、2016年11月2日にJVCケンウッド・ビクターエンタテインメントより発売された日本の歌手・広瀬香美の8枚目のベスト・アルバム。

## 概要
- 本作は新曲、ヒット曲の2016年バージョン、アルペンのCMソングメドレーなど自身のデビュー25周年を記念した1枚となっている[1]。
- 各楽曲アレンジにオリジナルを制作した当時のプロデューサー（本間昭光、小西貴雄）が参加している他、以前広瀬が楽曲提供をした縁でTUBEが「ゲレンデがとけるほど恋したい 2016」にゲスト参加[2]。
- ＃5「最高のエンディングを共に」、＃8「DEAR...again 2016」には「広瀬香美合唱団」がコーラス参加している。
- 初回限定盤は、これまでの発売楽曲ミュージック・ビデオ22曲・ライブ映像3曲の全25曲を収録したDVDが同梱された。
- 通常盤・初回限定盤とも早期購入特典として、CD音源をネットワーク経由ですぐにスマホで聴けるプレイパスのコードとCD2曲目収録「promise 2016」ハイレゾ音源をダウンロードできるIDが封入。

## 収録曲

### CD （通常盤・初回限定盤共通）
- 全作詞・作曲：広瀬香美

1. ゲレンデがとけるほど恋したい 2016
  - 編曲：TUBE
2. promise 2016
  - 編曲：本間昭光
3. 青い冬ハジマレ
  - 編曲：宗本康兵
  - 2016-2017 アルペンCMソング
4. 愛があれば大丈夫 2016
  - 編曲：広瀬香美
5. 最高のエンディングを共に 
  - 編曲：宗本康兵
  - コーラス：広瀬香美合唱団
6. A Song For Two
  - 編曲：安部潤
7. ストロボ 2016
  - 編曲：本間昭光
8. DEAR...again 2016
  - 編曲：菅野祐悟
  - コーラス：広瀬香美合唱団
9. ロマンスの神様 2016
  - 編曲：小西貴雄
  - 2016-2017 アルペンCMソング
10. ALPEN MEDLEY90ʼs
  - 編曲：中西亮輔
11. ALPEN MEDLEY90ʼs (KARAOKE)
  - 編曲：中西亮輔

### 初回限定盤DVD
1. ロマンスの神様
2. ドラマティックに恋して
3. 幸せをつかみたい
4. 愛はバラード
5. ゲレンデがとけるほど恋したい
6. DEAR…again
7. 真冬の帰り道
8. promise
9. ピアニシモ
10. ストロボ
11. I Wish
12. 恋のベスト10
13. BEGIN 〜いくつもの冬を越えて〜
14. More More Love Winters
15. Search-Light
16. 黄昏
17. Velvet
18. 月の下で逢いましょう
19. 日付変更線
20. GIFT
21. 愛は特効薬
22. Love Again
23. ロマンスの神様 - Live at NHK HALL in 2007
24. 二人のBirthday - Live at NHK HALL in 2007
25. 愛があれば大丈夫 - Live at NHK HALL in 2001